# 上田一晴
上田 一晴（うえだ いっせい、1996年1月22日 - ）は、日本のモデル、俳優。兵庫県尼崎市出身。

## 概要
高校卒業後、スカウトを受けモデルとして活動。その後、俳優としてドラマや映画、2.5次元舞台など幅広く活動中。

## 出演

### 舞台
- 劇団空間演人 プロデュース ファイヤーガイズ公演vol.5「オサエロ」 - 特攻隊員 柴田 役
- 劇団空間演人プロデュース「GIFT」 - 若松大河 役
- 劇団カクシンハン第10回公演「マクベス」[2]
- フジテレビ THE ODAIBA 2018「ワンピース THE MIST」 - サンジ 役[3]
- フジテレビ THE ODAIBA 2019「ワンピース STAMPEDE THE EXPO」 - サンジ 役
- スーパーエキセントリックシアター制作　舞台「ラストアンコール」滋賀一真 役　原作 志宇 (マンガボックス)

### TV
- 「HiGH&LOW SEASON2」 - チーマー 役
- テレビ朝日「家政夫のミタゾノ 2」 - あきら 役
- 日本テレビ「マジムリ学園」 - 親衛隊 役
- AbemaTV「ゴシップジェネレーション ～トライアングルから始まる恋～」 - メインキャスト
- 日テレ「未満警察 ミッドナイトランナー」第8話 - 金森 役
- Abema オリジナルドラマ「ANIMALS - アニマルズ」安倍 真 役
- フジテレビ系列 - 火ドラ★イレブン「ホスト相続しちゃいました」- CAELUM レギュラーホスト役
- フジテレビ ＜火曜NEXT！＞ケーススタディ〜禁断の恋愛実験〜
- 日テレ 〜金曜ドラマDEEP 〜 「秘密を持った少年たち」第2話、第3話

### 映画
- 「東京喰種 トーキョーグール【S】」（監督：川﨑拓也／平牧和彦） - 旧多二福 役（仮面）
- 「中村星太監督作品「魚になる夢を見た」 - 主演・金子将斗 役[4]
- 「BADBOYS -THE MOVIE-」（監督：西川達郎） - 廣島ナイツ レギュラーメンバー 上田 役

### CM
- 東京ディズニーリゾート  35周年「お誕生日おめでとう!」篇
- 「THERMOS HOW TO ENJOY e-SPORTS」 - 不良カップル 役
- 「モンスターストライク×SixTONES こいつらまちがいない篇」 - 生徒 役
- WEB CM「ペヤングソースやきそば」